# Morrowville, Kansas
Morrowville là một thành phố thuộc quận Washington, tiểu bang Kansas, Hoa Kỳ. Năm 2010, dân số của xã này là 155 người.

## Dân số
Dân số các năm:
- Năm 2000: 168 người
- Năm 2010: 155 người